# Duna-csatorna (Bécs)
A Duna-csatorna (németül: Donaukanal) a Duna egyik jobb oldali mellékága, mely közvetlenül Bécs belvárosán át folyik.

## Nyomvonala
Hossza 17,3 km. Északon nussdorfi zsilipnél, a 19. és 20. kerületek határán ágazik ki a Dunából, pontosabban az 1875-ben szabályozott és elárasztott új Duna-mederből. Délen az alberni kikötőnél, a 2. és 11. kerület határánál, a Praterspitz nevű szigetcsúcsnál torkollik vissza ugyanabba a Duna-ágba. 
Bal (keleti) partján a bécsi Duna-szabályozáskor, 1875-ben egyesített nagy folyami sziget fekszik, melynek területén Bécs 20. kerülete (Brigittenau)  és 2. kerülete (Leopoldstadt) osztozik. Jobb (nyugati) partján (északról délre haladva) a 19. (Döbling), 9. (Alsergrund), 1. (Innere Stadt), 3. (Landstraße) és 11. kerület (Simmering) fekszik. 
Maga a vízfelület teljes egészében a bal parti (20. és 2.) kerületekhez tartozik, ezen kerületek határa a Duna-csatorna jobb rakpartján fut, itt érintkeznek a jobb parti kerületekkel (19., 9., 1., 3. és 11.).

## Korábbi nevei
A folyamszabályozás előtt Wiener Wasser („Bécsi-víz”) vagy Wiener Arm („Bécsi-ág”) volt az elterjedt neve. A hivatalosan javasolt Kleine Donau („Kis-Duna”) elnevezés nem terjedt el.

## Története

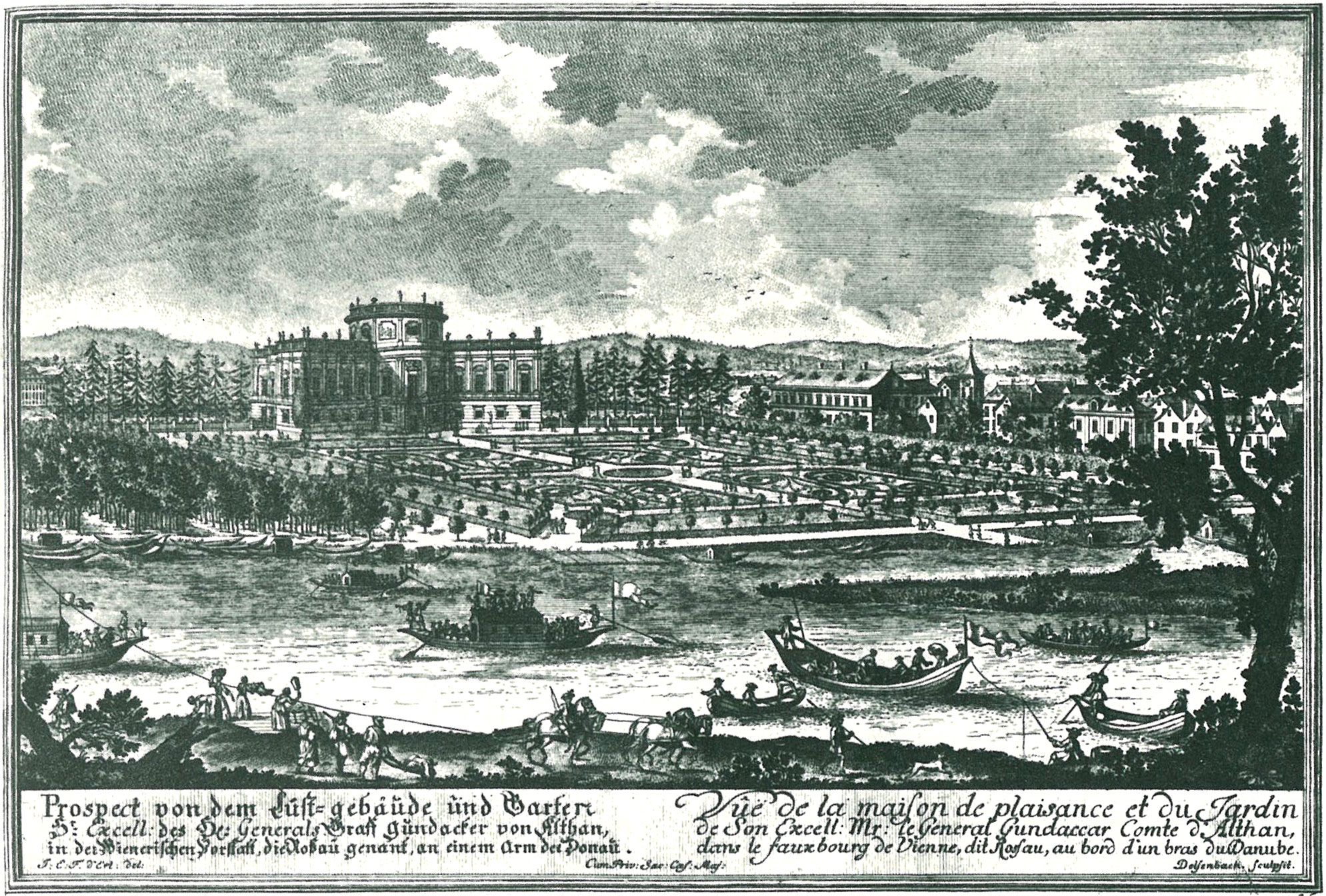
1720-as metszet Rossau (Roßau) városrészről (9. kerület)

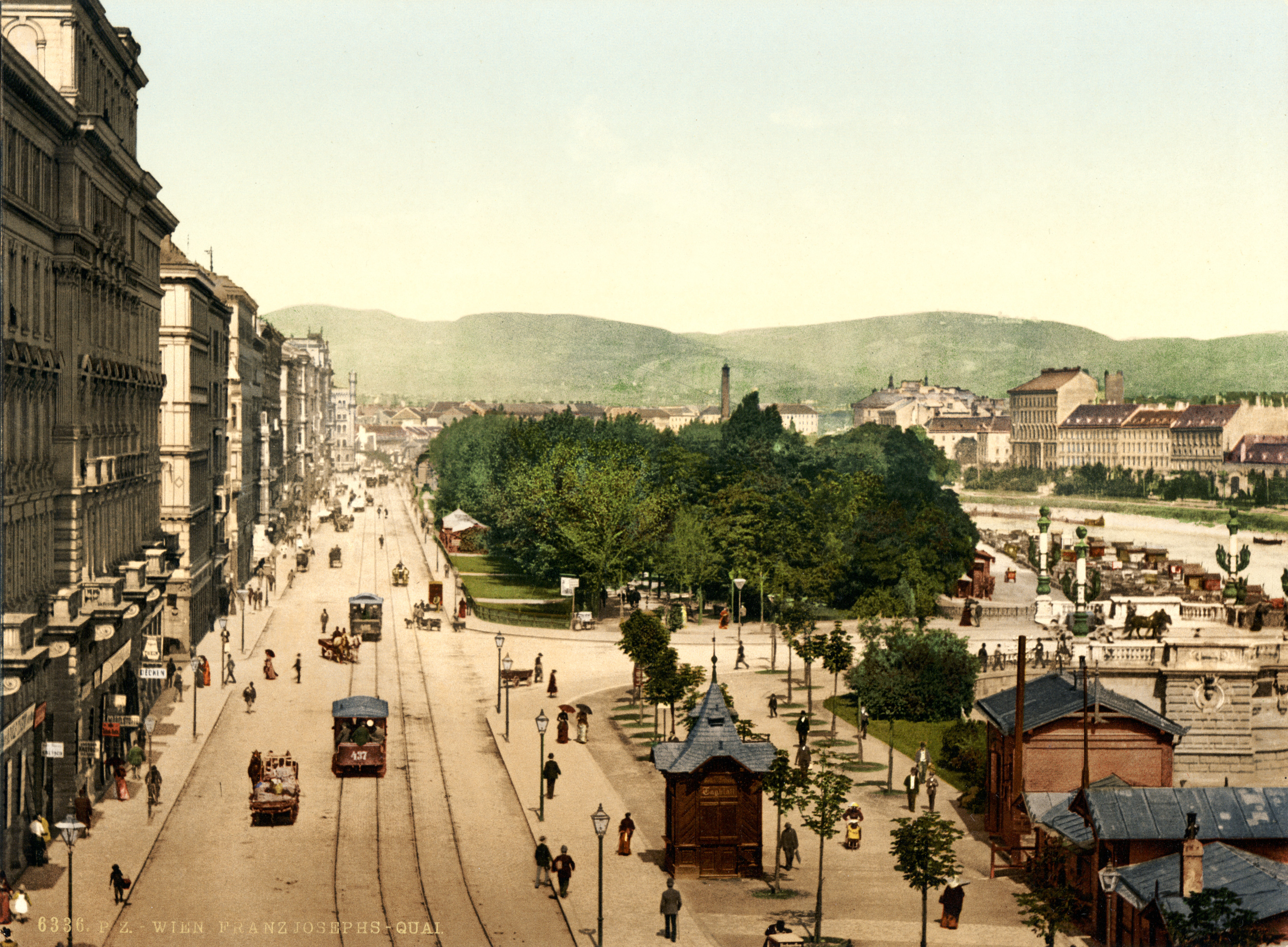
1890-es fénykép a Ferenc József rakpartról, a Stephanie-hídtól felfelé

A középkorban a mai Duna-csatorna volt a Duna főága. Ennek délnyugati partján, egy magasabban fekvő, árvízbiztos magaslaton jött létre Bécs városa. A szabályozatlan Duna rendszeres árvizei következtében a folyómeder főága és mellékágai is állandóan módosultak, áthelyeződtek. Az 1700-as évek elejére a főág már Bécstől messze keleten feküdt, a belvároshoz közeli mellékágat „Bécsi-ágnak” vagy „Duna-csatornának” kezdték nevezni. Ennek első folyamszabályozási munkáit 1598–1600 között végezték.
Az 1830-as években a Bécsi Gázgyár (Gaswerk) és Freudenau kikötő közötti szakaszt kiegyenesítették, a régi, kanyargós mederszakasz ma is látható, „Mauthnerwasser” néven.
Az 1868–1875 között végzett bécsi Duna-szabályozás során a Duna-csatornát újra átépítették, legnagyobb mértékben a nussdorfi belépő zsilipműveket és az alberni torkolat környékét.

## Hajózás

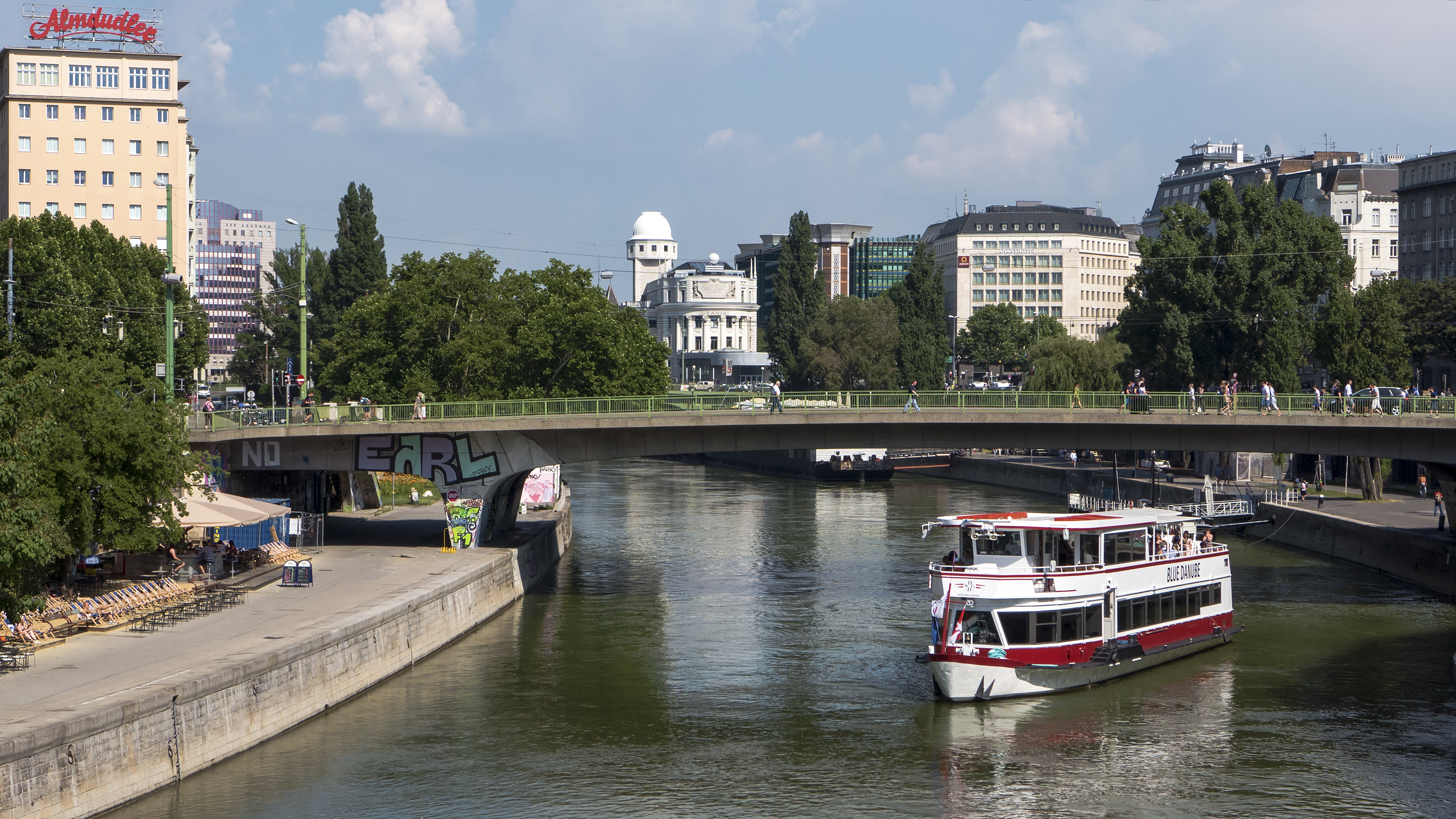
Az Urania épülete a Schwedenbrücke felől, előtérben városnéző hajó

A Duna-csatorna évszázadokon át a személy- és teherhajó-forgalom fontos ütőere volt, az akkori óváros közvetlen közelében fekvő kikötési, rakodási lehetőséggel. (Ezek emlékét őrzik „Lände” nevű közterületek). 1855-ben az akkori óváros peremén, a Wien-folyó Duna-csatornába torkollásánál épült fel az Első Duna-Gőzhajózási Társaság székháza, 1918-ig ez volt Európa legnagyobb folyamhajózási társasága.
A Duna-szabályozás befejezése (1875) után a korábbi kiépítési tervek elavultak, a teherhajó-forgalom számára az újonnan kiépített Duna-főmeder és az Új-Duna partjain kiépített Handelskai-on („Kereskedő-rakparton”) korszerű kikötők és raktárépületek létesültek. Ezek megközelítése a gyorsan terjedő városnegyedek felől közúton és vasúton már gazdaságosabb volt. A személyhajó-forgalom nagy része is áttevődött a Duna főmedrébe, csak kis része használta továbbra is a Duna-csatornát. 2010-ben a Belváros partján, a Schwedenplatzon megnyílt a Wien City hajóállomás, innen indulnak, a városnéző hajókon kívül, a Twin City Liner járatai Pozsonyba.

## Hidak
- Joseph-Schemerl-Brücke (Nussdorf)
- A22 autópálya-hidak (Klosterneuburg csomópont)
- Heiligerstädterbrücke (B222 út hídja)
- Döblinger Steg (gyalogoshíd)
- Gürtelbrücke (B221 út hídja)
- Friedensbrücke
- Rossauer Brücke (1999-ig Roßauer Brücke)
- Augartenbrücke
- Salztorbrücke (1945-ig Stephaniebrücke)
- Marienbrücke
- Schwedenbrücke (1919-ig Ferdinandsbrücke)
- Aspernbrücke
- Franzensbrücke (B8 út hídja)
- Rotundenbrücke (1945-ig Sophienbrücke)
- Erdberger Steg (gyalogoshíd)
- Stadionbrücke (1945-ig Kaiser Josefs-Brücke)
- Erdberger Brücke (B221 út hídja)
- A23 autópálya hidak (Prater csomópont)
- Gaswerksteg (gyalogoshíd)
- Schrägseilbrücke (A4 autópálya hídja)
- B14 út hídja
- Freudenauer Hafenbrücke
- Winterhafenbrücke

## Szabadidő, turizmus

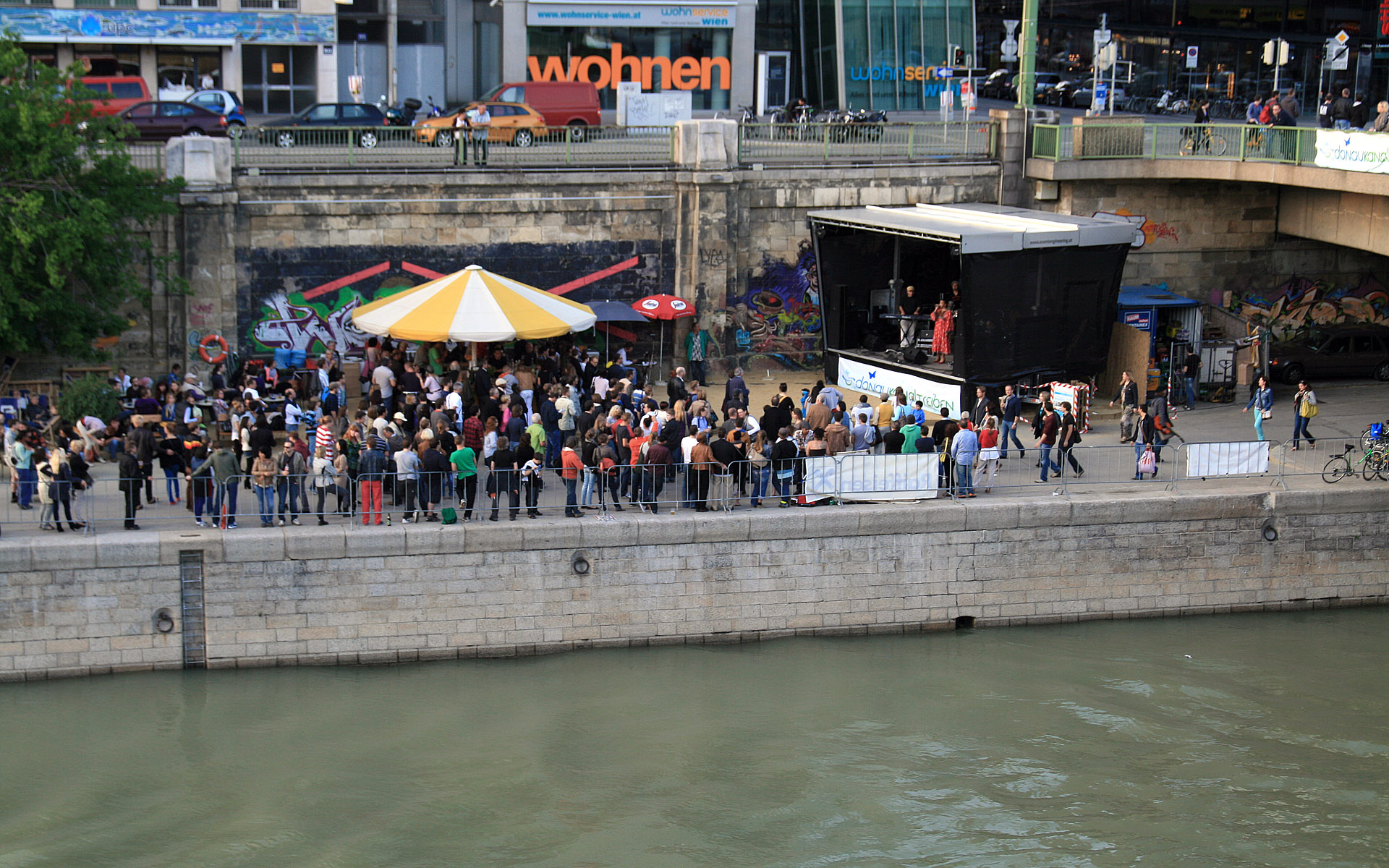
Koncert a Schwedenplatzon (2012)

## Áramlástani mérőcsatorna
2014-ben Brigittenau-nál a Duna-csatorna kezdetét és a Duna főmedrét összekötötték egy 30 m hosszú és 5 méter széles, betonszerkezetű vízcsatornával, melynek 3 méter lejtése van. Ennek vízáteresztő képessége 10 m³/s. A bécsi Talajkultúra Egyetem áramlástechnikai laboratóriuma végez itt méréseket és kísérleteket a folyóvizek viselkedésének vizsgálatára.

## Kapcsolódó szócikk
- Öreg-Duna(wd), németül Alte Donau, a Duna főága Bécs térségében